# Masnick’s Häuslergut
Masnick’s Häuslergut, niedersorbisch Maznikojc budki, ist eine Einzelsiedlung und ein Wohnplatz im Ortsteil Sielow der kreisfreien Stadt Cottbus in Brandenburg. Die Postleitzahl von Masnick’s Häuslergut lautet 03055, die Telefonvorwahl ist 0355.

## Lage
Masnick’s Häuslergut liegt in der Niederlausitz im ländlichen Teil des Cottbuser Stadtgebietes, rund viereinhalb Kilometer Luftlinie nördlich der Stadtmitte. Die Siedlung liegt auf einer Höhe von 63 m ü. NHN. Umliegende Ortschaften sind Döbbrick im Nordosten, Skadow im Osten, Saspow im Südosten, Schmellwitz im Süden, Sielow im Südosten und Osten sowie der Ortsteil Dissen der Gemeinde Dissen-Striesow im Nordwesten.
Die Siedlung liegt am Dissen-Striesower Grenzgraben und am Schmellwitzer Landgraben. Die Landesstraße 511 zwischen Dissen und dem Cottbuser Stadtzentrum liegt etwa zweieinhalb Kilometer westlich des Häuslergutes, die Bundesstraße 168 nach Peitz liegt fünf Kilometer östlich des Ortes.

## Geschichte
Die Siedlung Masnick’s Häuslergut entstand als ausgebautes Gehöft der Landgemeinde Sielow. Auf dem Gut lebten Häusler, von deren Familiennamen der Ortsname hergeleitet ist. Neben Masnick’s Häuslergut existierte früher zudem noch das Gehöft Mucha’s Büdnergut, das jedoch inzwischen nicht mehr als eigenständige Siedlung geführt wird. Im Jahr 1898 hatte Masnick’s Häuslergut acht und Mucha’s Büdnergut fünf Einwohner. Anfang des 20. Jahrhunderts gehörte Masnick’s Häuslergut zum Landkreis Cottbus im Regierungsbezirk Frankfurt der preußischen Provinz Brandenburg. Nach dem Ende des Zweiten Weltkrieges kam der Hof mit der Gemeinde Sielow in die Sowjetische Besatzungszone, aus der am 7. Oktober 1949 die DDR gegründet wurde. Dort gehörte Masnick’s Häuslergut zum Landkreis Cottbus im Land Brandenburg.
Bei der Gebietsreform am 25. Juli 1952 wurden die Landkreise und Länder in der DDR aufgelöst und Masnick’s Häuslergut kam in den Kreis Cottbus (ab 1954 Kreis Cottbus-Land) im Bezirk Cottbus. Nach der Wiedervereinigung lag Masnick’s Häuslergut zunächst im Landkreis Cottbus in Brandenburg. Am 6. Dezember 1993 wurde die Gemeinde Sielow mit dem Häuslergut in die kreisfreie Stadt Cottbus eingemeindet.